# Hacıqabul Gölü
Hacıqabul Gölü är en sjö i Azerbajdzjan.   Den ligger i distriktet Hacıqabul Rayonu, i den östra delen av landet, 90 km sydväst om huvudstaden Baku. 
Omgivningarna runt Hacıqabul Gölü är i huvudsak ett öppet busklandskap. Runt Hacıqabul Gölü är det tätbefolkat, med 982 invånare per kvadratkilometer.